# Esther-Beate Körber
Esther-Beate Körber (* 27. Dezember 1957 in Tübingen) ist eine deutsche Historikerin für die Geschichte der Frühen Neuzeit.

## Leben
Nach einem Studium der Geschichte, Germanistik und Pädagogik an der Universität Tübingen legte sie 1982 das Erste Staatsexamen für das Lehramt an Gymnasien ab. 1986 absolvierte sie die Promotion bei Ernst Walter Zeeden. 1993 erfolgte die Habilitation in Neuerer Geschichte an der Freien Universität Berlin mit einer Habilitationsschrift über Öffentlichkeiten der Frühen Neuzeit. Seit 2000 ist sie außerplanmäßige Professorin am Friedrich-Meinecke-Institut. Sie hat Lehrstühle an der Universität Duisburg-Essen, an der Hochschule Vechta und an der Universität Regensburg vertreten.
Ihre Forschungsschwerpunkte sind die Frühe Neuzeit, die Kommunikations- und Mediengeschichte, die preußische Geschichte und die Flugschriftenpublizistik.

## Veröffentlichungen (Auswahl)
Monographien
- Görres und die Revolution. Wandlungen ihres Begriffs und ihrer Wertung in seinem politischen Weltbild 1793–1819 (= Historische Studien, Bd. 441). Matthiesen Verlag, Husum 1986 (zugleich: Diss., Universität Tübingen, 1985), ISBN 978-3-7868-1441-2.
- Öffentlichkeiten der Frühen Neuzeit. Teilnehmer, Formen, Institutionen und Entscheidungen öffentlicher Kommunikation im Herzogtum Preußen 1525 bis 1618 (= Beiträge zur Kommunikationsgeschichte, Bd. 7). de Gruyter, Berlin 1998 (zugleich: Habilitationsschrift, Freie Universität Berlin, 1993), ISBN 3-11-015600-8.
- Habsburgs europäische Herrschaft. Von Karl V. bis zum Ende des 16. Jahrhunderts (= Geschichte kompakt, Neuzeit). Wissenschaftliche Buchgesellschaft, Darmstadt 2002, ISBN 3-534-15124-0.
- Die Zeit der Aufklärung. Eine Geschichte des 18. Jahrhunderts. Theiss Verlag, Stuttgart 2006, ISBN 978-3-8062-2047-6.
- Zeitungsextrakte. Aufgaben und Geschichte einer funktionellen Gruppe frühneuzeitlicher Publizistik. Edition Lumière, Bremen 2009, ISBN 978-3-934686-71-7.
- Biobibliographie der Zeitungsextrakte. Kommentierte Bibliographie der periodisch erschienenen Zeitungsextrakte sowie biographische Hinweise zu Herausgebern, Verlegern, Druckern und Beiträgern. Edition Lumière, Bremen 2012, ISBN 978-3-934686-72-4.
- Messrelationen. Geschichte der deutsch- und lateinisch-sprachigen „messentlichen“ Periodika von 1588 bis 1805. Edition Lumière, Bremen 2016, ISBN 978-3-943245-43-1.
- Messrelationen. Biobibliographie der deutsch- und lateinischsprachigen „messentlichen“ Periodika von 1588 bis 1805, 2 Bde. Edition Lumière, Bremen 2018, ISBN 978-3-943245-44-8 und ISBN 978-3-943245-45-5.
- mit Johannes Arndt: Periodische Presse in der Frühaufklärung (1700–1750). Ein Vergleich zwischen Deutschland, Frankreich und den Niederlanden, 2 Bde. Edition Lumière, Bremen 2020, ISBN 978-3-948077-11-2 und ISBN 978-3-948077-12-9.
- Von den vormodernen Öffentlichkeiten zur Galaxis hinter Gutenberg. Studien zur Geschichte der Kommunikation. Edition Lumière, Bremen 2020, ISBN 978-3-948077-35-8.

Sammelbände
- Hrsg. zusammen mit Jürgen Frölich und Michael Rohrschneider: Preußen und Preußentum vom 17. Jahrhundert bis zur Gegenwart. Beiträge des Kolloquiums aus Anlaß des 65. Geburtstages von Ernst Opgenoorth am 12.2.2001, Berlin 2002, ISBN 3-8305-0268-0.
- Hrsg. zusammen mit Johannes Arndt: Das Mediensystem im Alten Reich der Frühen Neuzeit 1600-1750, Vandenhoeck & Ruprecht, Göttingen 2010, ISBN 978-3-525-10093-6.
- Hrsg. zusammen mit Patrick Merziger, Rudolf Stöber und Jürgen Michael Schulz: Geschichte, Öffentlichkeit, Kommunikation. Festschrift für Bernd Sösemann zum 65. Geburtstag, Franz Steiner Verlag, Stuttgart 2010, ISBN 978-3-515-09651-5.
- Hrsg. zusammen mit Holger Böning, Aissatou Bouba,  Michael Nagel und Stephanie Seul: Deutsche Presseforschung. Geschichte und Forschungsprojekte des ältesten historischen Instituts der Universität Bremen. Mit einleitenden Beiträgen zur Bedeutung der historischen Presseforschung, Edition Lumière, Bremen 2013, ISBN 978-3-943245-14-1.

Lyrik
- Glasfenster. Geistliche Gedichte für heute. Echter, Würzburg 2011, ISBN 978-3-429-03364-4.
- Erleuchtete Zeiten. Geistliche Gedichte. Echter, Würzburg 2014, ISBN 978-3-429-03691-1.
- Wortfrühling. Gedichte. Echter, Würzburg 2016, ISBN 978-3-429-03937-0.